# 马尔代夫总统
马尔代夫共和国总统  是马尔代夫的国家元首和政府首脑，并且是马尔代夫的第一公民和武装部队的最高指挥官。
马尔代夫原为英国的保护地，直到1965年7月25日为止。1953年曾经成立过一个短暂的共和政府，开始设置总统一职，但次年又把管治权交回给苏丹。
1965年马尔代夫独立以后，苏丹继续执政，直到三年之后皇室被废。1968年11月11日，共和政府正式取代苏丹制，并改名马尔代夫共和国，复设总统一职至今。
现任马尔代夫共和国总统是穆罕默德·穆伊祖。

## 马尔代夫共和国总统列表

### 第一共和国（1953年—1954年）
| 任次 | 肖像 | 名字                   | 上任日期     | 卸任日期     | 政黨                |
| ---- | ---- | ---------------------- | ------------ | ------------ | ------------------- |
| 1    |      | 穆罕迈德·阿明·迪迪     | 1953年1月1日 | 1953年9月2日 | 雷伊通格·穆薩加丁黨 |
| (1)  |      | 易卜拉欣·穆罕迈德·迪迪 | 1953年9月2日 | 1954年3月7日 | 雷伊通格·穆薩加丁黨 |

### 第二共和国（1968年至今）
| 任次 | 肖像 | 名字                     | 上任日期       | 卸任日期       | 政黨           |
| ---- | ---- | ------------------------ | -------------- | -------------- | -------------- |
| 1    |      | 易卜拉欣·纳西尔          | 1968年11月11日 | 1978年11月11日 |                |
| 2    |      | 穆蒙·阿卜杜勒·加尧姆     | 1978年11月11日 | 2008年11月11日 |                |
| 3    |      | 穆罕默德·纳希德          | 2008年11月11日 | 2012年2月7日   | 馬爾地夫進步黨 |
| 4    |      | 穆罕默德·瓦希德·哈桑     | 2012年2月7日   | 2013年11月7日  | 民族團結黨     |
| 5    |      | 阿卜杜拉·亚明·加尧姆     | 2013年11月7日  | 2018年11月17日 | 馬爾地夫進步黨 |
| 6    |      | 易卜拉欣·穆罕默德·萨利赫 | 2018年11月17日 | 2023年11月17日 | 馬爾地夫民主黨 |
| 7    |      | 穆罕默德·穆伊祖          | 2023年11月17日 | 現任           | 馬爾地夫進步黨 |